# NGC 4874
NGC 4874 (również PGC 44628 lub UGC 8103) – galaktyka eliptyczna (E), znajdująca się w gwiazdozbiorze Warkocza Bereniki. Została odkryta 11 kwietnia 1785 roku przez Williama Herschela, choć ze względu na niedokładność podanej przez niego pozycji obiektu, za odkrywcę wcześniej uznawany był Heinrich Louis d’Arrest.
Jest to galaktyka z aktywnym jądrem typu LINER. Należy do gromady galaktyk Abell 1656 nazywanej Gromadą Warkocza Bereniki.
W galaktyce tej zaobserwowano supernowe SN 1968B i SN 1981G.